# Persone di nome Hiroshi
| Questa pagina contiene informazioni ricavate automaticamente dalle voci biografiche con l'ausilio del template Bio e di un bot. L'aggiornamento è periodico e automatico e ricostruisce completamente la pagina. Se manca una persona in questa lista, sei pregato di non aggiungerla, ma accertati piuttosto che la sua voce biografica contenga il template Bio e che i dati anagrafici siano correttamente compilati. Se il template Bio manca, inseriscilo tu stesso o, in alternativa, metti l'avviso {{tmp\|Bio}} che ne segnala la mancanza. Se i dati riportati sono sbagliati, correggi direttamente la voce biografica; le modifiche saranno visibili in questa lista entro pochi giorni. Per chiarimenti vedi il progetto antroponimi. La lista contiene solo le 86 persone che sono citate nell'enciclopedia e per le quali è stato implementato correttamente il template Bio. Pagina aggiornata al 16 ott 2024. |

Questa è una lista di persone presenti nell'enciclopedia che hanno il prenome Hiroshi, suddivise per attività principale.

## Allenatori di calcio(6)
- Hiroshi Jōfuku, allenatore di calcio e ex calciatore giapponese (Tokushima, n. 1961)
- Hiroshi Matsuda, allenatore di calcio e ex calciatore giapponese (Nagasaki, n. 1960)
- Hiroshi Muramatsu, allenatore di calcio e ex calciatore giapponese (n. 1959)
- Hiroshi Nanami, allenatore di calcio e ex calciatore giapponese (Fujieda, n. 1972)
- Hiroshi Ninomiya, allenatore di calcio e ex calciatore giapponese (n. 1937)
- Hiroshi Ohashi, allenatore di calcio giapponese (Iga, n. 1959)

## Animatori(1)
- Hiroshi Katō, animatore giapponese (prefettura di Nara, n. 1965)

## Architetti(1)
- Hiroshi Hara, architetto giapponese (n. 1936)

## Arcieri(1)
- Hiroshi Yamamoto, arciere giapponese (Yokohama, n. 1962)

## Artisti(1)
- Fujiko Fujio, artista giapponese (Takaoka, n. 1933 - Shinjuku, † 1996)

## Artisti marziali(1)
- Hiroshi Tada, artista marziale giapponese (Tokyo, n. 1929)

## Astronomi(6)
- Hiroshi Abe, astronomo giapponese (n. 1958)
- Hiroshi Araki, astronomo giapponese
- Hiroshi Fujii, astronomo giapponese
- Hiroshi Kaneda, astronomo giapponese (n. 1953)
- Hiroshi Kinoshita, astronomo giapponese (n. 1941)
- Hiroshi Nakamura, astronomo giapponese (n. 1955)

## Attori(5)
- Hiroshi Abe, attore e modello giapponese (Yokohama, n. 1964)
- Hiroshi Akutagawa, attore giapponese (Tokyo, n. 1920 - Tokyo, † 1981)
- Hiroshi Mikami, attore giapponese (n. 1962)
- Hiroshi Miyauchi, attore giapponese (Chiba, n. 1947)
- Hiroshi Tamaki, attore, cantante e modello giapponese (Nagoya, n. 1980)

## Autori di videogiochi(1)
- Hiroshi Iuchi, autore di videogiochi e compositore giapponese (n. 1967)

## Bassisti(1)
- Heath, bassista e compositore giapponese (Amagasaki, n. 1968 - † 2023)

## Calciatori(15)
- Hiroshi Futami, calciatore giapponese (Osaka, n. 1992)
- Hiroshi Hirakawa, ex calciatore giapponese (Prefettura di Kanagawa, n. 1965)
- Hiroshi Ibusuki, calciatore giapponese (Nagareyama, n. 1991)
- Hiroshi Kanazawa, ex calciatore giapponese
- Hiroshi Katayama, ex calciatore giapponese (Tokyo, n. 1940)
- Hiroshi Kiyotake, calciatore giapponese (Ōita, n. 1989)
- Hiroshi Miyazawa, ex calciatore giapponese (Chigasaki, n. 1970)
- Hiroshi Morita, ex calciatore giapponese (Kumamoto, n. 1978)
- Hiroshi Noguchi, ex calciatore giapponese (n. 1972)
- Hiroshi Ochiai, ex calciatore e preparatore atletico giapponese (Urawa, n. 1946)
- Hiroshi Saeki, calciatore giapponese (Prefettura di Hiroshima, n. 1936 - † 2010)
- Hiroshi Saitō, ex calciatore giapponese (Tokyo, n. 1970)
- Hiroshi Sakai, ex calciatore giapponese (Prefettura di Mie, n. 1976)
- Hiroshi Soejima, ex calciatore giapponese (Prefettura di Saga, n. 1959)
- Hiroshi Yoshida, ex calciatore giapponese (Prefettura di Shizuoka, n. 1958)

## Cantanti(1)
- Hiroshi Kitadani, cantante giapponese (Susa, n. 1968)

## Cestisti(2)
- Hiroshi Nagano, ex cestista giapponese (Matsuyama, n. 1967)
- Hiroshi Saitō, cestista giapponese (Tokyo, n. 1933 - † 2011)

## Doppiatori(3)
- Hiroshi Ito, doppiatore giapponese (Prefettura di Fukuoka, n. 1933)
- Hiroshi Kamiya, doppiatore giapponese (Chiba, n. 1975)
- Hiroshi Tsuchida, doppiatore giapponese (Tokyo, n. 1972)

## Entomologi(1)
- Hiroshi Inoue, entomologo giapponese (n. 1917 - † 2008)

## Fisici(1)
- Hiroshi Amano, fisico e ingegnere giapponese (Hamamatsu, n. 1960)

## Fotografi(2)
- Hiroshi Hamaya, fotografo giapponese (Tokyo, n. 1915 - Ōiso, † 1999)
- Hiroshi Sugimoto, fotografo e artista giapponese (Tokyo, n. 1948)

## Fumettisti(4)
- Hiroshi Gamō, fumettista giapponese (Tokyo, n. 1962)
- Hiroshi Hirata, fumettista giapponese (Tokyo, n. 1937 - † 2021)
- Hiroshi Shiibashi, fumettista giapponese (Suita, n. 1980)
- Hiroshi Takahashi, fumettista giapponese (Aizubange, n. 1965)

## Ginnasti(1)
- Hiroshi Kajiyama, ex ginnasta giapponese (n. 1953)

## Giornalisti(1)
- Hiroshi Kagawa, giornalista giapponese (n. 1924)

## Goisti(1)
- Hiroshi Yamashiro, giocatore di go giapponese (Yamaguchi, n. 1958)

## Imprenditori(2)
- Hiroshi Mikitani, imprenditore e scrittore giapponese (Kobe, n. 1965)
- Hiroshi Yamauchi, imprenditore giapponese (Kyoto, n. 1927 - Kyoto, † 2013)

## Incisori(1)
- Hiroshi Yoshida, incisore e pittore giapponese (Kurume, n. 1876 - Tokyo, † 1950)

## Karateka(1)
- Hiroshi Shirai, karateka e maestro di karate giapponese (Nagasaki, n. 1937 - Milano, † 2024)

## Musicisti(3)
- Hiroshi Fujiwara, musicista, produttore discografico e designer giapponese (Ise, n. 1964)
- Hiroshi Tsutsui, musicista e compositore giapponese (Tokyo, n. 1935 - † 1999)
- Hiroshi Yoshimura, musicista e compositore giapponese (Yokohama, n. 1940 - Montenero di Bisaccia, † 2003)

## Nuotatori(3)
- Hiroshi Ishii, ex nuotatore giapponese (Tokyo, n. 1939)
- Hiroshi Suzuki, ex nuotatore giapponese (Aichi, n. 1933)
- Hiroshi Yoneyama, nuotatore giapponese (n. 1909 - † 1988)

## Piloti automobilistici(2)
- Hiroshi Fushida, ex pilota automobilistico giapponese (Kyoto, n. 1946)
- Hiroshi Kazato, pilota automobilistico giapponese (Chiba, n. 1949 - Oyama, † 1974)

## Piloti di rally(1)
- Hiroshi Masuoka, ex pilota di rally giapponese (n. 1960)

## Piloti motociclistici(2)
- Hiroshi Aoyama, pilota motociclistico giapponese (Chiba, n. 1981)
- Hiroshi Hasegawa, pilota motociclistico giapponese (n. 1934 - † 2023)

## Pittori(1)
- Hiroshi Nakamura, pittore giapponese (Hamamatsu, n. 1932)

## Pugili(1)
- Hiroshi Kobayashi, ex pugile giapponese (Gunma, n. 1944)

## Registi(6)
- Hiroshi Fukutomi, regista giapponese (Kōchi, n. 1950)
- Hiroshi Inagaki, regista cinematografico giapponese (Tokyo, n. 1905 - Tokyo, † 1980)
- Hiroshi Sasagawa, regista e sceneggiatore giapponese (Aizuwakamatsu, n. 1936)
- Hiroshi Shimizu, regista giapponese (Shizuoka, n. 1903 - † 1966)
- Hiroshi Teshigahara, regista e sceneggiatore giapponese (Tokyo, n. 1927 - Tokyo, † 2001)
- Hiroshi Watanabe, regista e animatore giapponese

## Sceneggiatori(2)
- Hiroshi Kashiwabara, sceneggiatore giapponese (Tokyo, n. 1949)
- Hiroshi Yamaguchi, sceneggiatore e scrittore giapponese (Yonago, n. 1964)

## Scrittori(1)
- Kikuchi Kan, scrittore giapponese (Takamatsu, n. 1888 - Tokyo, † 1948)

## Scrittori di fantascienza(1)
- Hiroshi Sakurazaka, scrittore di fantascienza giapponese (n. 1970)

## Stuntman(1)
- Hiroshi Sekita, stuntman e attore giapponese (Tokyo, n. 1932)

## Wrestler(1)
- Hiroshi Tanahashi, wrestler giapponese (Ōgaki, n. 1976)

## Senza attività specificata(1)
- Hiroshi Michinaga, ex arciere giapponese (Kōbe, n. 1956)